# 梅尔滕
梅尔滕（法語：Merten，法語發音：[mɛʁtən]；洛林法兰克语：Méerten）是法国摩泽尔省的一个市镇，属于福尔巴克-布莱摩泽尔区。

## 地理
梅尔滕（49°14'56"N, 6°40'1"E）面积5.23 平方千米，位于法国大東部大區摩泽尔省，该省份为法国东北部内陆省份，是洛林的一部分，西南接默尔特-摩泽尔省，东临下莱茵省，北与卢森堡和德国接壤。
与梅尔滕接壤的市镇（或旧市镇、城区）包括：莫塞尔地区贝尔维莱、克勒茨瓦尔德、达朗、法尔克。

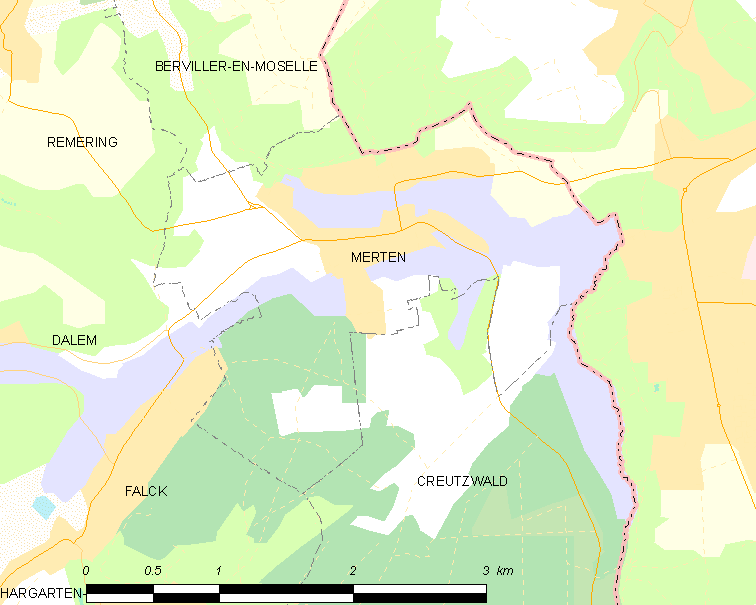
梅尔滕的OSM定位图

梅尔滕的时区为UTC+01:00、UTC+02:00（夏令时）。

## 行政
梅尔滕的邮政编码为57550，INSEE市镇编码为57460。

## 政治
梅尔滕所属的省级选区为布宗维尔县。

## 人口

1962-2008年间梅尔滕人口变化图示

梅尔滕于2022年1月1日时的人口数量为1450人。